# 安食雄二
安食 雄二（あじき ゆうじ、1967年10月23日 - ）は、日本のパティシエ。東京都東村山市出身。
日本を代表するスイーツ職人に挙げられる。

## 経歴
実家は工務店で3兄弟の次男として育つ。その後実家のゆたか建設は兄が引き継ぎ、弟と共に経営している。1986年に職歴をスタートさせ、以降は国内外数店舗での勤務を経て、2010年北山田に「sweets garden YUJI AJIKI」を開業。開業から1年を待たずに口コミ評価では「スイーツ日本一」の支持を受け、土日は店頭に行列が発生し、首都圏のみならず、関西から来店する客も現れる人気店となった。
パティシエ活動と並行してサーファーとしても活動しており、日本サーフィン連盟（NSA）グランドマスタークラス4級を所持している。DREAMS COME TRUEファンクラブの会員で吉田美和と交流もあるという。

## 賞歴
- 1996年 - マンダリン・ナポレオン・コンクール ベルギー大会 優勝[2]

## 出演

### テレビ番組
- チューボーですよ!（2005年、TBSテレビ） - 町の巨匠
- たけしの誰でもピカソ （2006年、テレビ東京）
- ジョブチューン アノ職業のヒミツぶっちゃけます!（2022年1月1日 - 、TBSテレビ） - 超一流スイーツ職人のジャッジコーナーに不定期出演

### CM
- ファミリーマート「ファミマルBakery 感動!スイーツパン」（2024年10月8日 - ） - 八木莉可子と共演[3]